# Fatima Ben Saïdane
Fatima Ben Saïdane es una actriz tunecina. Es conocida principalmente por su actuación en las películas Making Of, Halfaouine: Boy of the Terraces y Thala My Love.

## Biografía
Ben Saïdane nació el 25 de diciembre de 1949 en Túnez.
Comenzó su carrera cinematográfica en 1989 con la película Arab como 'Asfour'. En el mismo año, actuó en la película Layla, Ma Raison. En 1990, interpretó el papel de 'Salouha' en la película Halfaouine: Boy of the Terraces. Después de muchos papeles menores a fines de la década de 1990, apareció en seis cortometrajes y largometrajes en 2006: 10 Courts, 10 Regards, Dementia, Me, My Sister and the Thing, Mrs Bahja, Making Of y The TV Is Coming.

## Filmografía parcial
| Año  | Título                       | Rol            | Tipo         |
| ---- | ---------------------------- | -------------- | ------------ |
| 1994 | Los silencios del palacio    |                | Película     |
| 2002 | The Daughter of Keltoum      |                | Película     |
| 2006 | Making Of                    |                | Película     |
| 2013 | Get Married                  | Mme Lina       | Cortometraje |
| 2014 | The Night of the Blind Moon  |                | Cortometraje |
| 2015 | Chtar 50                     |                | Cortometraje |
| 2015 | Narcissus                    | Arousssia      | Película     |
| 2015 | Dicta Shot                   |                | Película     |
| 2016 | Sweet Smell of Spring        | Salouha        | Película     |
| 2016 | Chronique de mon village     | Grand-mère     | Película     |
| 2016 | Thala My Love                | Shift          | Película     |
| 2016 | WOH!                         | Zakia          | Película     |
| 2017 | Benzine                      |                | Película     |
| 2017 | Water Rumours                |                | Película     |
| 2017 | El Jaida                     |                | Película     |
| 2017 | When the Sky Began to Scream |                | Cortometraje |
| 2018 | Bolbol                       | Bolbol         | Cortometraje |
| 2019 | Porto Farina                 | Aishah         | Película     |
| 2019 | The Scarecrows               | Dora           | Película     |
| 2020 | Houria                       | Houria         | Cortometraje |
| 2020 | Machki w'Âoued               | Rabii's Mother | Película     |